# Nad Froích
Nad Froích mac Cuirc était un roi de Munster (en irlandais : Muman), l'un des cinq royaumes d'Irlande, qui vivait au Ve siècle.  Il appartenait à la famille des Eóganachta. Il est l'ancêtre direct des trois branches du « cercle intérieur » des Eóganachta qui fourniront la quasi-totalité des rois de Muman du Ve siècle au Xe siècle. 

## Biographie
Il était le fils du roi semi-légendaire Conall Corc mac Lugaid, le fondateur de Cashel, et d'Aimend (Aoibhinne), fille d'Óengus Bolg, roi des Corcu Loígde (futurs O'Driscoll). 
Le Livre de Munster raconte pourquoi Nad Froích fut celui qui succéda à son père : 
Aoibhinne, fille d'Óengus Bolg (la première épouse de Corc), eut une vision la première nuit qu'elle coucha avec le roi de Cashel. Elle rêva qu'elle accouchait de quatre jeunes chiots — le premier, Nad Fraoich, elle le baigna dans du vin, le second, Cas, dans de la bière, le troisième, MacBroic, dans du lait frais et le quatrième, MacCiar, dans de l'eau. Puis survint un cinquième chiot qui fut baigné dans du sang — c'était Cairbre Cruithneacain, qui mordit alors les tétons de sa poitrine.
Elle eut aussi une autre vision sous une forme différente. Quatre oiseaux étaient dans un nid (à Cashel). Deux autres oiseaux vinrent en Irlande et combattirent contre eux, puis l'un d'entre eux s'en alla droit vers l'ouest tandis que l'autre partait vers l'est. Des quatre oiseaux du nid, trois s'envolèrent vers le sud-ouest. Un seul resta dans le nid avec la reine. Nad Fraoich, fils de Corc, fut celui qui resta en arrière — il fut le roi de Cashel issu de cette reine.
D'après le Livre de Munster, il eut deux femmes et quatre fils : 
- Óengus fils de Faochan, une princesse présentée comme la fille du roi des Bretons (ou plutôt de l'île de Man[3]), qui sera le premier roi chrétien de Muman. Il sera l'ancêtre de la branche des Eóganacht Chaisil, des Eóganacht Glendamnach, et de la branche mineure des Eóganacht Airthir Chlíach ;
- Ailill fils d'Anghnuis, une fille de Cairbre Damhairgid (roi d'Oriell), qui sera l'ancêtre de la branche des Eóganacht Áine et des Cenel nAonghusa ;
- Eochaid ;
- Feidlimid, à l'origine des sept des O'Bressail et des O'Donoghue (les Eóganacht Ui Cathnidh).

Les annales ne fournissent aucun détail sur son règne, mais les Laud Synchronisms lui accordent un règne long de 22 ans. Son fils Óengus mac Nad Froích lui succéda vers 453. 